# Archief van het Koninklijk Paleis
Het Archief van het Koninklijk Paleis (België) (Frans: Archives du Palais royal) is een van de twintig archiefdiensten van het Rijksarchief. Het gebouw van het Archief van het Koninklijk Paleis bevindt zich in de Hertogstraat te Brussel, vlak bij het Warandepark, het Paleizenplein, het Troonplein en op 10 minuten wandelafstand van het Centraal Station en het station Brussel-Luxemburg.

## Welk archief wordt er bewaard?
Het Archief van het Koninklijk Paleis bewaart archief dat werd gevormd door de departementen en diensten van het paleis, en dit sinds 21 juli 1831, dag waarop prins Leopold I van Saksen-Coburg, (1790-1865) de grondwettelijke eed aflegde als koning der Belgen. 
Men vindt hier:
- het archief van het departement van de groothofmaarschalk, van de Civiele Lijst van de Koning, van het Militair Huis van de Koning en – voor de periode 1914-1944 – van het secretariaat van de Koning.
- het archief van het secretariaat van koningin Elizabeth, van het secretariaat van de graaf en gravin van Vlaanderen, van het secretariaat van prins Leopold I en van prinses Astrid en van het secretariaat van prins Karel.
- het archief van eerste minister Joseph Pholien en het Fonds Goffinet, waarin onder meer het archief wordt bewaard van koningin Astrid, van koning Leopold II en van zijn medewerkers Adrien, Auguste en Constant Goffinet.
- een collectie kaarten, plannen en illustraties.
- een fotoverzameling.
- een verzameling medailles.
- diverse werken, voornamelijk in verband met de monarchie en de politieke geschiedenis van België; een deel van de bibliotheek van koningin Elizabeth (met de muziekbibliotheek) evenals een reeks officiële publicaties (Belgisch Staatsblad, Koninklijke Almanak, Administratieve en gerechtelijk annalen van België).
- enz.

Een volledig overzicht kan worden geraadpleegd in de leeszaal van het Koninklijk Paleis. Het archief kan worden geraadpleegd op afspraak en mits inachtneming van het privé-karakter van sommige gegevens. 

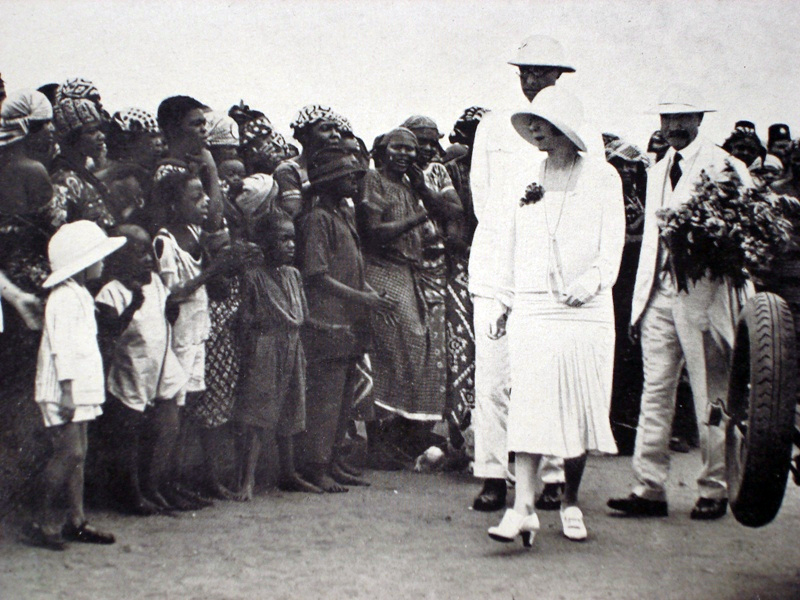
Koning Albert I en koningin Elisabeth bezoeken het militaire kamp van Leopoldstad tijdens hun reis doorheen Belgisch-Congo, 1928